# Angerberg
Angerberg ist eine Gemeinde mit 1968 Einwohnern (Stand 1. Jänner 2025) im Bezirk Kufstein in Österreich. Die Gemeinde liegt im Gerichtsbezirk Rattenberg.

## Geografie
Die Gemeinde Angerberg liegt oberhalb des Verkehrsknotenpunktes Wörgl am 18 km langen „Mittelgebirgsrücken“, der zwischen der Brandenberger Ache und Niederbreitenbach verläuft. Im Norden Angerbergs befindet sich der Gebirgszug der Brandenberger Alpen mit dem Hundsalmjoch (1637 m) als höchster Erhebung.

### Gemeindegliederung
| Katastralgemeinden         | Ortschaften in der Gemeinde |
| -------------------------- | --- |
| Unterangerberg (19,53 km²) | Achleit (ZH) Buchersiedlung (Sdlg) Viehweide (W) Angerberg (ZH) Baumgarten (Sdlg) Bichl (W) Brudersdorf (W) Dorf (W) Ed (R) Grub (W) Jauden (W) Lag (W) Laiming (R) Leichbrunn (W) Linden (D) Pfaring (Sdlg) Straß (W) Unholzen (Sdlg) Embach (ZH) Bach (W) Steiner (W) Thal (R) Wies (W) |
| Legende                    | |

| In der Spalte Katastralgemeinden sind sämtliche Katastralgemeinden einer Gemeinde angeführt. In der Klammer ist die jeweilige Fläche in km² angegeben. |
| In der Spalte Ortschaften sind sämtliche von der Statistik Austria erfassten Siedlungen, die auch eine eigene Ortschaftskennziffer aufweisen, angeführt. In der Hierarchieebene derselben Spalte, rechts eingerückt, werden nur Ansiedlungen, die mindestens aus mehreren Häusern bestehen, dargestellt. Die wichtigsten der verwendeten Abkürzungen sind: - M = Hauptort der Gemeinde - Stt = Stadtteil - R = Rotte - W = Weiler - D = Dorf - ZH = Zerstreute Häuser - Sdlg = Siedlung - Hgr = Häusergruppe - E = Einzelgehöft (nur wenn sie eine eigene Ortschaftskennziffer haben) Die komplette Liste der Statistik Austria ist in: Topographische Siedlungskennzeichnung nach STAT Zu beachten ist, dass manche Orte unterschiedliche Schreibweisen haben können. So können sich Katastralgemeinden anders schreiben als gleichnamige Ortschaften bzw. Gemeinden. Quelle: Statistik Austria – Liste für Tirol (PDF) |

Das Gemeindegebiet umfasst folgende drei Ortschaften (in Klammern Einwohnerzahl Stand 1. Jänner 2025):
- Achleit (457)
- Angerberg (1226)
- Embach (285)

### Nachbargemeinden
| Breitenbach am Inn | Thiersee                                    | Langkampfen       |
| Breitenbach am Inn | Kompassrose, die auf Nachbargemeinden zeigt | Mariastein Angath |
| Breitenbach am Inn | Wörgl                                       | Wörgl             |

### Geologie
Die Gemeinde Angerberg umfasst einen Gutteil des Plateaus nördlich des Inns sowie den Südteil der Kalkalpen mit dem Gebiet Buchacker bis Hundalm. Das Plateau von Angerberg besteht im Wesentlichen aus Kiesen, Sanden und Schluffen des Quartärs, die auf einem Sockel aus tertiären Gesteinen liegen. Zu letzteren gehören die „Unterangerberg-Schichten“, für die die Gemeinde Angerberg die Typlokalität darstellt. Es handelt sich um Sandsteine und Mergel, die im oberen Oligozän abgelagert wurden.
Eine Attraktion der Gemeinde ist die Hundalm-Eis- und Tropfsteinhöhle.
Das Landschaftsbild Angerbergs ist durch den häufigen Wechsel von Wald und offener Landschaft geprägt. Zahlreiche Einzelgehöfte, Weiler und Siedlungen liegen eingestreut auf diesen Flächen. Die landwirtschaftliche Nutzung findet auf den gerodeten Flächen innerhalb der Waldgebiete statt.

### Natur- und kulturräumliche Gliederung

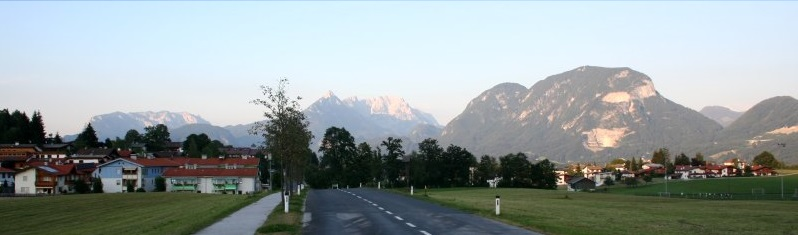
Der Ortsteil Baumgarten mit dem Wilden Kaiser (Mitte) im Hintergrund

Die Gemeinde Angerberg lässt sich in folgende landschaftsräumliche Einheiten aufteilen:
Embach
Dieser nördliche Rand des Gemeindegebietes ist charakterisiert durch einen leicht reliefierten Geländerücken. An diesen grenzen im Norden die Bergrücken der „Innerberge“ und des „Schrecken“. Im Süden schließt der stark vernässte Talboden des Mossbachtales an und weiters ein bewaldeter Hangrücken bis hinauf zu „Angerberg-Mitte“. Der Bereich „Embach“ ist durch den vorgelagerten Mittelgebirgsrücken vom intensiv genutzten Inntal völlig abgeschirmt. Die für Angerberg typische bajuwarische Besiedlungsform (zentrale Hofstelle inmitten gerodeter Fläche) fehlt hier. Wesentliche Elemente des Landschaftsraumes sind die von Nord nach Süd durchlaufenden Bäche (Moosbach, Wiesbach), welche in zum Großteil noch mit typischer Begleitvegetation gesäumt sind.
Angerberg-Mitte
Der stark reliefierte, breite Geländerücken, welcher sich von West nach Ost auf einer Länge von etwa vier Kilometern erstreckt, kennzeichnet diesen Bereich. Die bajuwarische Siedlungsform ist hier vorherrschend und damit ein ständiger Wechsel zwischen bewaldetem Gebiet und offenen Wiesenflächen. Die Hofstellen sind meist zentral in den gerodeten, landwirtschaftlichen Flächen angelegt. Der zentrale Siedlungsbereich liegt am östlichen Rand des Gemeindezentrums und umfasst die Ortsteile Linden, Baumgarten und Unholzen. Als Dorfzentrum kann Linden aufgrund zahlreicher Einrichtungen angesehen werden (Gemeindeamt, Volksschule, Erwachsenenschule, Musikschule, Kindergarten, Bücherei, Bankfiliale, Lebensmittelgeschäft, Recycling-Hof und Kapelle).
Achleit
Der in das Inntal reichende Hangrücken Achleit bildet den dritten Landschaftsraum. Ebenso wie der Bereich Angerberg-Mitte kennzeichnet der Wechsel zwischen Wald- und Wiesenflächen und die typische Besiedlungsform das Gebiet.

### Klima
Das Gemeindegebiet liegt im Einflussbereich der Nordstaulage der Alpen. Dies bedingt Niederschlagsmengen von etwa 1150 mm pro Jahr, die deutlich über jenen der inneralpinen Trockentäler liegen. Die meisten Regentage, aber auch die meisten Sonnenstunden am Tag verzeichnet Angerberg wie auch die umliegenden Gemeinden in den Monaten von April bis September. Höchstwerte: 19 Regentage in den Monaten Juni und Juli, 7 Sonnenstunden im Juli.
|                       | Jan | Feb | Mär | Apr | Mai | Jun | Jul | Aug | Sep | Okt | Nov | Dez |   |      |
| Mittl. Tagesmax. (°C) | 1   | 4   | 11  | 16  | 21  | 24  | 25  | 24  | 21  | 14  | 8   | 2   | ⌀ | 14,3 |
| Mittl. Tagesmin. (°C) | −7  | −5  | 0   | 3   | 8   | 11  | 13  | 12  | 10  | 6   | −0  | −4  | ⌀ | 4    |
|                       |     |     |     |     |     |     |     |     |     |     |     |     |   |      |
| Sonnenstunden (h/d)   | 2   | 4   | 5   | 6   | 6   | 6   | 7   | 6   | 6   | 5   | 3   | 2   | ⌀ | 4,8  |
|                       |     |     |     |     |     |     |     |     |     |     |     |     |   |      |
| Regentage (d)         | 13  | 13  | 11  | 14  | 15  | 19  | 19  | 17  | 14  | 12  | 12  | 13  | Σ | 172  |

| −7 |

| −5 |

| 0 |

| 3 |

| 8 |

| 11 |

| 13 |

| 12 |

| 10 |

| 6 |

| −0 |

| −4 |

| −7 |

| −5 |

| 0 |

| 3 |

| 8 |

| 11 |

| 13 |

| 12 |

| 10 |

| 6 |

| −0 |

| −4 |

## Geschichte

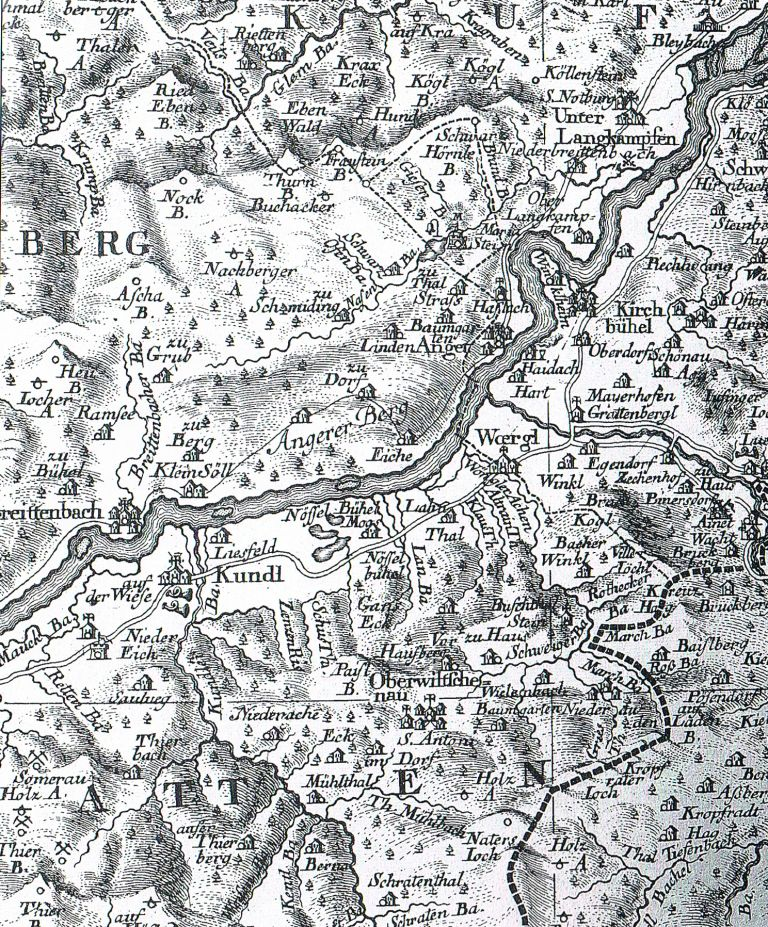
Ausschnitt aus der ersten exakten Landkarte von Tirol (1774, Atlas Tyrolensis), von Peter Anich und Blasius Hueber

Untersuchungen an Pollenkörnern, die aus Moor-Ablagerungen des Lindenmooses gewonnen wurden, haben gezeigt, dass menschliche Präsenz im Gebiet des Angerberges mindestens seit der frühen Bronzezeit durch Rodungstätigkeit nachgewiesen ist.
In der Antike führte über den Angerberg die Römerstraße. Im 8. Jahrhundert wurde das untere Inntal und damit wahrscheinlich auch der Angerberg besiedelt. Die Formen der Rodungen, die denen im Münchner Forst gleichen, weisen auf eine bajuwarische Besiedlung hin.
Erwähnungen einzelner Höfe finden sich erst im 12. Jahrhundert. Aufgrund der witterungsbedingten Lage, kann von einer vergleichsweise guten wirtschaftlichen Situation ausgegangen werden. Das Salbuch des Rattenberger Richters aus dem Jahre 1416 zählt 21 Höfe im heutigen Gemeindegebiet auf.
Heute ist Angerberg eine ländlich geprägte, begehrte Wohngemeinde. Von den 590 Gebäuden in der Gemeinde dienen 96 % als Wohngebäude; 88 % der Erwerbstätigen aus Angerberg sind Auspendler.

### Namensherkunft
Angerberg setzte sich ursprünglich aus weit verstreuten Weilern sowie Einzelhöfen zusammen. Seine erste urkundliche Erwähnung findet Angerberg 1190 anlässlich einer Schenkung an das Kloster Baumburg als Anægahterberch. Bei der Bestätigung dieser Schenkung durch Papst Coelestin III. 1195 lautet die Schreibweise Anegaterperge. Zweifelsfrei leitet sich der Name Angerberg von der Nachbargemeinde Angath ab. Im Mittelalter führte die Tiroler Hauptlandstraße über den Angerberg, worauf der Weilername „Straß“ zurückzuführen ist.
Für die jetzige politische Gemeinde gibt es den Namen Angerberg seit 18. Dezember 1981. Bis zu diesem Zeitpunkt hieß die Gemeinde Unterangerberg.
Über eine eigene Postleitzahl verfügt Angerberg mit „6320“ seit 2008. Zuvor war die Gemeinde Teil des PLZ-Gebietes „6300“ (Wörgl).

### Bevölkerungsentwicklung
Die Einwohnerzahl der Gemeinde steigt seit den 1960er Jahren kontinuierlich:
| Angerberg: Einwohnerzahlen von 1869 bis 2024        | Angerberg: Einwohnerzahlen von 1869 bis 2024 | Angerberg: Einwohnerzahlen von 1869 bis 2024 | Angerberg: Einwohnerzahlen von 1869 bis 2024 | Angerberg: Einwohnerzahlen von 1869 bis 2024 |
| --------------------------------------------------- | -------------------------------------------- | -------------------------------------------- | -------------------------------------------- | -------------------------------------------- |
| Jahr                                                |                                              |                                              |                                              | Einwohner                                    |
| 1869                                                | 1869                                         |                                              | 665                                          | 665                                          |
| 1880                                                | 1880                                         |                                              | 645                                          | 645                                          |
| 1890                                                | 1890                                         |                                              | 625                                          | 625                                          |
| 1900                                                | 1900                                         |                                              | 614                                          | 614                                          |
| 1910                                                | 1910                                         |                                              | 692                                          | 692                                          |
| 1923                                                | 1923                                         |                                              | 711                                          | 711                                          |
| 1934                                                | 1934                                         |                                              | 763                                          | 763                                          |
| 1939                                                | 1939                                         |                                              | 783                                          | 783                                          |
| 1951                                                | 1951                                         |                                              | 840                                          | 840                                          |
| 1961                                                | 1961                                         |                                              | 802                                          | 802                                          |
| 1971                                                | 1971                                         |                                              | 884                                          | 884                                          |
| 1981                                                | 1981                                         |                                              | 1.124                                        | 1.124                                        |
| 1991                                                | 1991                                         |                                              | 1.377                                        | 1.377                                        |
| 2001                                                | 2001                                         |                                              | 1.664                                        | 1.664                                        |
| 2011                                                | 2011                                         |                                              | 1.768                                        | 1.768                                        |
| 2021                                                | 2021                                         |                                              | 1.937                                        | 1.937                                        |
| 2024                                                | 2024                                         |                                              | 1.981                                        | 1.981                                        |
| Quelle(n): Statistik Austria, Gebietsstand 1.1.2021 |                                              |                                              |                                              |                                              |

### Religion
Mit 94,2 % bekannt sich bei der Volkszählung 2001 der Großteil der Bevölkerung Angerbergs zur römisch-katholischen Kirche. Rund 2 % waren evangelisch und 2,5 % konfessionslos. Die Gemeinde verfügt über keine eigene Pfarrkirche und ist zusammen mit Mariastein Teil der Pfarre Angath-Angerberg-Mariastein. Heilige Messen werden samstags in der Schulhaus-Kapelle im Dorfzentrum gefeiert.

## Kultur und Sehenswürdigkeiten

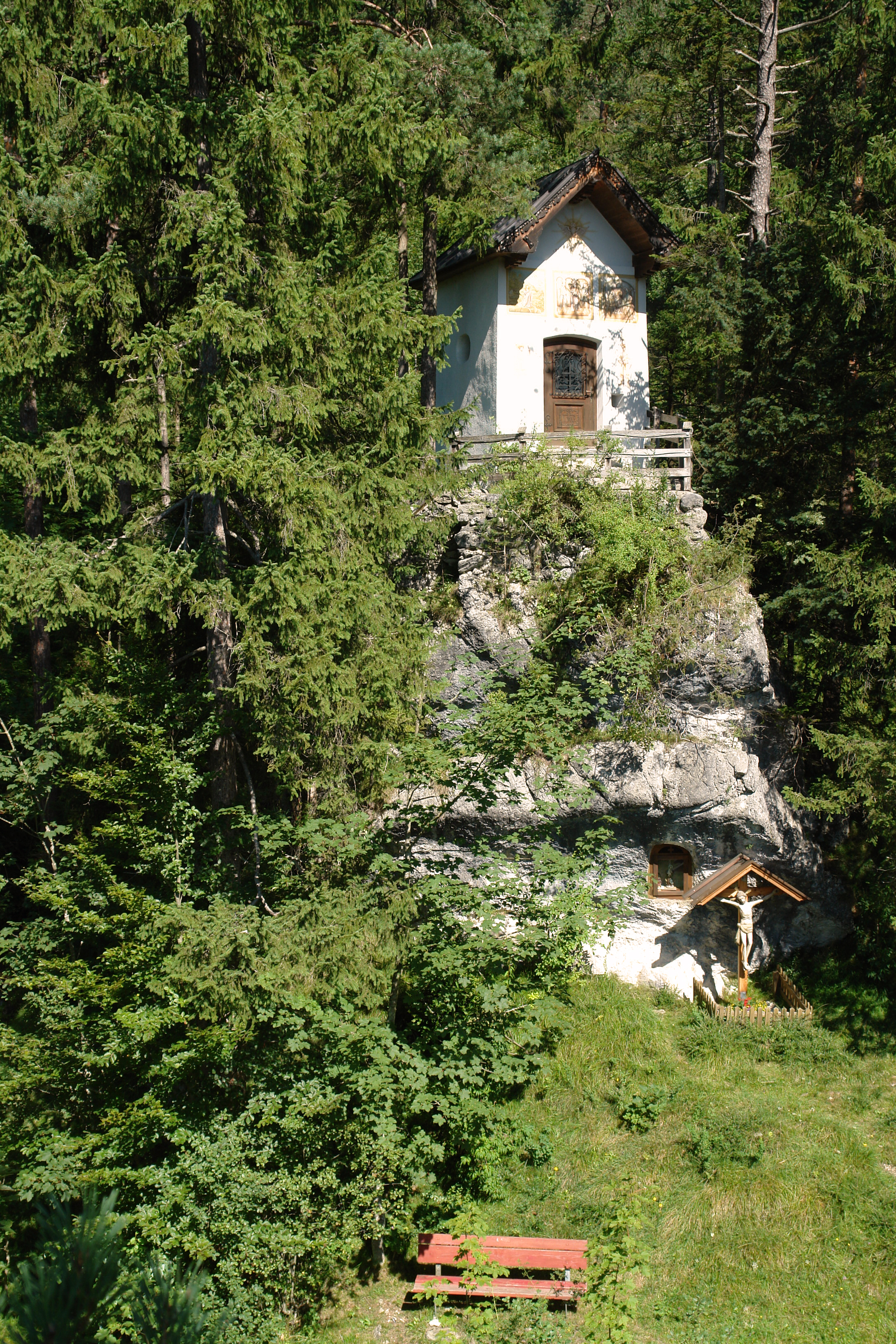
Steinkapelle

- Das Gemeindegebiet von Angerberg weist eine Vielzahl von Kapellen auf.

| Name                  | Erbaut | Renoviert | Standort                                      | Sonstiges |
| --------------------- | ------ | --------- | --------------------------------------------- | --- |
| Steinkapelle          | 1751   | 1987      | Embach                                        | Älteste Kapelle Angerbergs, auf einem Felsblock errichtet |
| Dorfer Kapelle        | 1773   | 1983      | Dorf                                          | Erbaut aufgrund von sieben schlechten Erntejahren; künstlerisch bedeutendste Kapelle Angerbergs; denkmalgeschütztes Objekt                                               |
| Friedenskapelle       | 1926   | 2008      | Straßenkreuzung zwischen Endstraß und Pfaring | 2007 abgebrannt, 2008 neu errichtet |
| Schulhaus-Kapelle     | 1929   | 1980      | Altes Schulhaus in Linden                     | 1980 von Erzbischof Karl Berg der „Heiligen Familie“ geweiht; Gedenktafel der 36 gefallenen und 9 vermissten Angerberger im Zweiten Weltkrieg; denkmalgeschütztes Objekt |
| Baumgarten-Kapelle    | -      | 2002      | Gasthof Baumgarten                            | Große, einjochige Barockkapelle |
| Gatterer Kapelle      | 1931   | 1974      | Embach                                        | Der Erbauer erlitt im Krieg einen Lungenschuss und gelobte, eine Kapelle zu bauen, wenn er lebend nach Hause käme.                                                       |
| Brudersdorfer Kapelle | 1933   | 1995      | Waldrand bei Brudersdorfer Hof                | hohe künstlerische Bedeutung; 1995 an den Waldrand verlegt |
| Wartlstein-Kapelle    | 1935   | -         | Embach                                        | Erbaut aufgrund des Verfalles der vorherigen Kapelle |
| Schönsöller Kapelle   | 1950   | -         | Achleit zwischen Schönsöll und Ried           | Als Dank für nicht-explodierte Fliegerbombe errichtet |

## Wirtschaft und Infrastruktur

### Tourismus
Angerberg ist Teil der Ferienregion Hohe Salve und bietet als Ausflugsziele die Hundalm Eis- und Tropfsteinhöhle. Der Wintertourismus profitiert von der Nähe zu den Schiregionen Hopfgarten und Itter.

### Verkehr
Südlich des Inn verlaufen die Unterinntalbahn und die Inntal Autobahn A12.

## Politik

### Bürgermeister

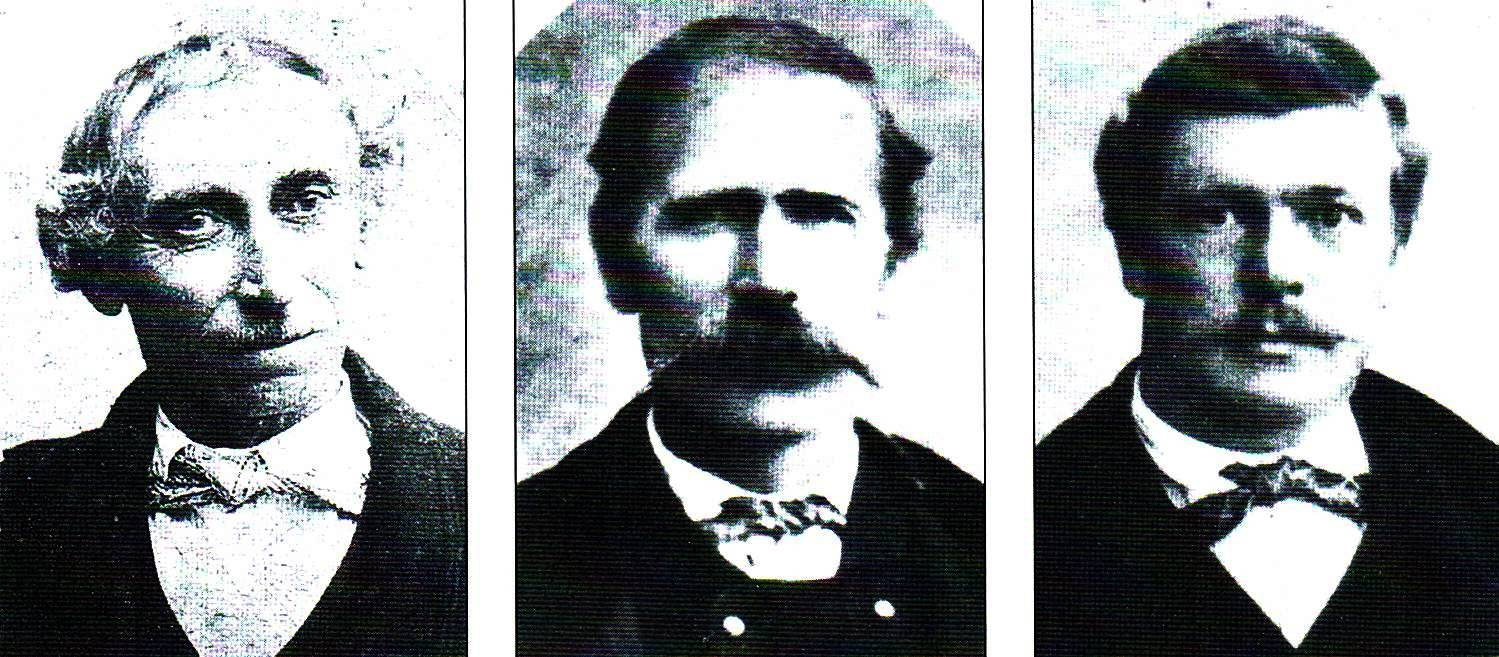
Angerberger Bürgermeister von 1896 bis 1901: Ellinger, Steiner, Felderer (v.l.)

| Name              | Amtszeit  | Hof                |
| ----------------- | --------- | ------------------ |
| Josef Ellinger    | bis 1896  | Jaggl-Hof          |
| Sebastian Steiner | 1896–1899 | Unterleming-Hof    |
| Johann Felderer   | 1899–1901 | Kleinlinden-Hof    |
| Josef Haidacher   | 1901–1905 | Erbhof Brudersdorf |
| Sebastian Peer    | 1905–1911 | Melcham-Hof        |
| Josef Osl         | 1911–1919 | Pfaring-Hof        |
| Josef Haidacher   | 1919–1928 | Erbhof Brudersdorf |
| Josef Peer        | 1929–1938 | Erbhof Endstrass   |
| Josef Bramböck    | 1938–1945 | Ehrenstraß-Hof     |
| Johann Osl        | 1945–1962 | Linden-Hof         |
| Josef Haidacher   | 1962–1983 | Erbhof Brudersdorf |

| Name        | Amtszeit  | Partei                    |
| ----------- | --------- | ------------------------- |
| Walter Ertl | 1983–1998 |                           |
| Hubert Osl  | 1998–2004 | Angerberger Einheitsliste |
| Walter Osl  | seit 2004 | Angerberger Bürgerliste   |

### Gemeinderat
Der Angerberger Gemeinderat besteht aus 13 Gemeinderäten:
| Listen                               | 2022 | 2016 |
| ------------------------------------ | ---- | ---- |
| Angerberger Bürgerliste – ABL        | 5    | 7    |
| Angerberger Zukunft – AZ             | 5    | 5    |
| Menschen Freiheit Grundrechte – MFG  | 3    |      |
| Freiheitliche Partei Angerberg – FPA |      | 1    |

Bis zur Gemeinderatswahl 1998 fiel Angerberg durch seine hohe politische Vielfalt von fünf Listen und zwei Parteien auf. In einer Gemeinde mit 1661 Einwohnern (Stand 1997) stellt dies eine große politische Besonderheit dar, zumal in vielen Dörfern des Bundeslandes Tirol politische Monokausalität vorherrschte.
Bereits 2004 sank die Zahl der politischen Gruppierungen auf vier Listen. So trat die bis 2004 zweitstärkste Liste, die Angerberger Einheitsliste, bei den Wahlen im selben Jahr nicht an.
Der Verlust des Pluralismus im Angerberger Gemeinderat verschärfte sich bei der Gemeinderatswahl im März 2010. Lediglich zwei der sieben Listen von 1998 traten zu dieser Wahl an. Sowohl die Angerberger Bürgerliste als auch die Liste Angerberger Zukunft stehen der ÖVP nahe. Weiters sank mit der Anzahl der Parteien und Listen auch die Zahl der Kandidaten für das auf kommunaler Ebene äußerst wichtige Amt des Bürgermeisters. Während im Jahr 1998 noch vier Kandidaten zur Auswahl standen, waren es im Jahr 2004 nur noch zwei. 2010 stand mit dem Amtsinhaber lediglich ein Kandidat zur Auswahl.
| Parteien und Listen                                                                | 2022  | 2016  | 2010 | 2004 | 1998 |
| ---------------------------------------------------------------------------------- | ----- | ----- | ---- | ---- | ---- |
| Angerberger Bürgerliste                                                            | 37,48 | 52,56 | 68,7 | 35,8 | 21,7 |
| Angerberger Zukunft                                                                | 39,76 | 34,80 | 31,3 | 22,5 | 17,8 |
| Menschen Freiheit Grundrechte                                                      | 22,76 | n.k.  | n.k. | n.k. | n.k. |
| Parteiunabhängige Bürgerliste Lebenswertes Angerberg                               | n.k.  | n.k.  | n.k. | 22,3 | 15,7 |
| Alternative Liste Angerberg                                                        | n.k.  | n.k.  | n.k. | 19,5 | 06,3 |
| Angerberger Einheitsliste                                                          | n.k.  | n.k.  | n.k. | n.k. | 19,8 |
| Freiheitliche und Parteifreie Liste Angerberg/Freiheitliche Partei Angerberg – FPA | n.k.  | 12,65 | n.k. | n.k. | 09,8 |
| Wir Angerberger Arbeitnehmer und Siedler                                           | n.k.  | n.k.  | n.k. | n.k. | 08,9 |

### Wappen
Das Gemeindewappen wurde am 6. Juli 1972 verliehen und versinnbildlicht den Namen der Gemeinde. Es erinnert an das in Angerberg reich begüterte Kloster Frauenchiemsee, dessen Wappenfigur das heraldisch zu einem Kleeblatt stilisierte Seerosenblatt gewesen ist.
Blasonierung: Drei, von rechts unten nach links oben aufsteigende, silberne Kleeblätter auf grünem Grund.